# 400 mètres haies féminin aux championnats du monde d'athlétisme 1997
Navigation
Göteborg 1995 Séville 1999
L'épreuve du 400 mètres haies féminin des championnats du monde d'athlétisme 1997 s'est déroulée du 5 au 8 août 1997 au Stade olympique d'Athènes, en Grèce. Elle est remportée par la Marocaine Nezha Bidouane.

## Résultats

### Finale
| Rang               | Couloir | Athlète                     | Pays       | Temps   | Notes |
| ------------------ | ------- | --------------------------- | ---------- | ------- | ----- |
| Médaille d'or      | 3       | Nezha Bidouane              | Maroc      | 52 s 97 | AR    |
| Médaille d'argent  | 4       | Deon Hemmings               | Jamaïque   | 53 s 09 | SB    |
| Médaille de bronze | 5       | Kim Batten                  | États-Unis | 53 s 52 |       |
| 4                  | 6       | Tetyana Tereshchuk-Antipova | Ukraine    | 53 s 81 | NR    |
| 5                  | 8       | Debbie-Ann Parris           | Jamaïque   | 54 s 19 | SB    |
| 6                  | 2       | Tonja Buford-Bailey         | États-Unis | 54 s 77 |       |
| 7                  | 7       | Susan Smith-Walsh           | Irlande    | 55 s 25 |       |
| 8                  | 1       | Andrea Blackett             | Barbade    | 55 s 63 |       |

## Légende
Records et Performances
- AR : Record continental (area record)
- CR : Record des championnats (championship record)
- MR : Record du meeting (meet record)
- NR : Record national (national record)
- OR : Record olympique (olympic record)
- PR : Record paralympique (paralympic record)
- PB : Record personnel (personal best)
- SB : Meilleure performance personnelle de la saison (season's best)
- WL : Meilleure performance mondiale de l'année (world leader)
- WJR : Record du monde junior (world junior record)
- WR : Record du monde (world record)

Circonstances et Conditions
- DNF : N'a pas terminé (did not finish)
- DNS : N'a pas pris le départ (did not start)
- DQ : Disqualification (disqualification)
- NM : Aucun essai valable enregistré (No Mark)
- Q : Qualifié « directement » au prochain tour (ou à la prochaine compétition), lors d'une compétition majeure, grâce au classement ou à la réalisation des minima (automatic qualifier)
- q : Qualifié au prochain tour (ou à la prochaine compétition), lors d'une compétition majeure, grâce au repêchage ou à la réalisation de l'une des meilleures performances parmi celles des « non qualifiés directement » (grâce au meilleur temps ou à la meilleure distance par exemple) (secondary qualifier)